# Li Hon Ki
Li Hon Ki ( 李漢基 - Li Hon Kay (Li Hon Ki) (Lǐ hàn jī em Pin Yin) (Hong Kong, 12 de fevereiro de 1952 – Porto Alegre, 2 de junho de 2016), é o introdutor na América do Sul dos estilos de kung fu Hung Gar, Wing Chun, e também do estilo de Tai Chi Chuan conhecido como Tai Chi de Wudang.

## Biografia
Nasceu em Hong Kong durante o período Britânico, filho de Li Kam Man e de To Sin Miu.
Na adolescência, iniciou sua carreira artística, participando da produção de inúmeros filmes sobre artes marciais em Hong Kong, atuando como ator, dublê e roteirista ao lado de Bruce Lee, Jackie Chan, Sammo Hung, Gordon Liu dentre outros.
Os longos períodos entre as filmagens de um novo filme permitiram a Li Hon Ki despender tempo no estudo de diferentes estilos de luta, graduando-se em diferentes estilos de Kung Fu, Taekwondo, Aikido, Boxe Tailandês e Arte Filipina. Ele buscava nesta época principalmente, adquirir habilidades para auxiliá-lo nas coreografias dos filmes de ação, além de saciar sua sede e desejo de compreender as artes marciais.
Shifu Li Hon Ki é mestre da 8ª geração do Wing Chun Kuen, tendo iniciado seus treinamentos na escola de Sifu Yip Man, em 1968. Chegou ao Brasil em 1979, tornando-se uma das mais importantes lideranças do Kung Fu nacional, onde passa a divulgar seus conhecimentos de Wing Chun adquiridos em Hong Kong para o público brasileiro.
Por essa época ele havia treinado com Ho Kam Ming, Ng Chang, Koo Sang, e Ng Ken Po, sendo o primeiro representante na América do Sul da Hong Kong Ving Tsun Athletic Association.
Li Hon Ki, Phd, foi o introdutor oficial do estilo Wing Chun na América do Sul(conforme a HKVTAA), foi reconhecido como Mestre pela Hong Kong Ving Tsun Atlhetic Association e pela Yip Man Martial Art Association, além de ser formado em Acupuntura pelo Chinese Medical Research Institute, e em Osteologia pelo Ying Wah Institute of Chinese Medical Treatment.
Dentre as diversas modalidades de artes marciais que treinou além do Kung Fu, destaca-se o Tae Kwon Do, Arnis (Kalli Filipino FMA)e Muay Thai.
Mestre Kay, como é carinhosamente chamado pelos seus alunos mais antigos, iniciou seu aprendizado na arte do Wing Chun sob a orientação do Si-Fu Ho Kam Ming. Naquela época, o ensino era muito restrito, e as pessoas somente podiam aprender esta arte mediante apresentação formal. Foi Tam Chi Cheung. um aluno de Ho Kam Ming, que apresentou o jovem Li Hon Ki ao seu professor. Tam Chi Cheung, Li Hon Ki e Li Wing Kay dividiam um quarto em Hong Kong.
No sistema Wing Chun iniciou seus treinamentos na "Hong Kong Ving Tsun Athletic Association", no final da década de 60, fase em que o Grão-mestre Yip Man, por estar com sua saúde comprometida, somente supervisionava os treinamentos de seus alunos.
Em 1972, com o falecimento de Yip Man, prosseguiu seus treinamentos com conceituados professores de Hong Kong, a fim de compreender da forma mais abrangente possível os princípios que regem o Wing Chun, até que em 1992, ao acompanhar seu irmão Albert em uma viagem a Virgínia Beach, conheceu mestre Duncan Leung, com quem pode finalmente esclarecer todas as suas dúvidas. Durante dois anos, Li Hon Ki dedicou mais de dez horas por dia ao estudo do Sistema Wing Chun sob a tutela de Duncan Leung, inclusive, o auxiliando em sua escola como instrutor assistente. Residiu neste período, na própria casa do mestre, em Virgínia Beach, EUA.
Na década de 80, suas escolas foram por diversas vezes reconhecidas como as mais preparadas na divulgação do Kung Fu para combate, sagrando-se campeã por diversas vezes, fato que tornou Mestre Li Hon Ki diretor técnico de competições internacionais, orientando inclusive o Professor Marcelo Giudici, um dos grandes nomes internacionais da atualidade nos torneios de MMA (Vale tudo). Mestre Marcelo Giudici foi consagrado duas vezes campeão de combate em Kung Fu em território chinês na década de 80.
Foi um dos idealizadores e fundadores da primeira Federação de Kung Fu do Brasil, a Federação Paulista de Kung Fu, bem como organizou diversos campeonatos da modalidade em todo Brasil.
Mestre Kay foi Phd em Medicina Chinesa, sendo membro e consultor da Universidade Chinesa "Xiao Men" no Brasil, e atua como docente pela FACIBA (Faculdade de Ciências da Bahia) em cursos de extensão Universitária em acupuntura e Fitoterapia Chinesa pelo Brasil todo, proporcionando intercämbio entre os estudantes brasileiros e as Universidades Chinesas.
Na comemoração de 35 anos da "New Martial Hero Magazine" em Hong Kong, foi convidado de honra juntamente com seu mestre Duncan Leung para realizar apresentação do Applied Wing Chun na "Master Demonstration Night".
A convite do mestre Duncan Leung, participou ativamente na inauguração da Applied Wing Chun Association das Filipinas, bem como mantém alunos representantes de seu trabalho por toda América do Sul e Austrália.
Reconhecido mundialmente por sua capacidade técnica de aplicação marcial em luta desde sua juventude, acumulando importantes títulos conquistados na Ásia, tanto no Kung Fu quanto no Tae Kwon Do.
Aluno direto do Grão Mestre Lam Jo no sistema Hung Gar, era o único representante da Lam Family em toda América do Sul, mantendo representantes em diversos países, incluindo a Austrália.
Em 2010, recebe convite do mestre Duncan Leung para ser o responsável pela unidade de ensino da Applied Wing Chun em Pequim, bem como no programa Universitario de treinamento de Wing Chun patrocinado pelo governo chinës.
Em 1973, venceu o "Hong Kong Tae Kwon Do Open Championship".
Em 1977, foi vice-campeão da "Hong Kong Kung Fu Association Competition", fazendo inclusive parte da equipe chinesa que disputava os famosos torneios entre China e Tailândia na década de 70.
É reconhecido como mestre de Tai Chi Chuan pelo "Hong Kong Cheng Tin Hung Tai Chi Institute", como mestre de Wing Chun pela "Hong Kong Ving Tsun Athletic Association" além de membro vitalício da "Duncan Leung Wing Chun Academy – Applied Wing Chun", e mestre de Hung Gar pela "Hong Kong Kuen Association".		
Em 2012, outorga sua Sucessão no sistema Wing Chun ao seu discípulo Baai Si, Mestre Hudson Willian, tornando o responsável por seu legado as próximas gerações.		
No ano de 2016, no dia 02 de Junho, Mestre Li veio a falecer, vitimado por um câncer na cidade de Porto Alegre, sendo cremado e suas cinzas espalhadas no Oceano por seu irmão Li Wing Kay.	

### Especialização em medicina tradicional chinesa
Dr. Li Hon Ki, Ph.D., foi mestre em Medicina Tradicional Chinesa, formado pela "Chinese Medical Research Institute" e em osteologia pela "Ying Wha Institute of Chinese Medical" e especializado pela "Xia Men University" e membro consultor na América do Sul desta entidade. Proferia com freqüência palestras para grupos profissionais e cursos de formação em Medicina Chinesa. Ele foi docente da FACIBA e Diretor-Presidente da "International Li Hon Ki Martial Arts and Medicine Herbalist". Conhecido por focalizar em seus cursos com teor prático, Mestre Li Hon Ki era freqüentemente procurado para ministrar cursos de Formação em Medicina Tradicional Chinesa em todo o Brasil e exterior.
Dr. Li Hon Ki foi reconhecido como um dos mais respeitados mestres em Medicina Tradicional Chinesa do Brasil. Sua abordagem e dinâmica alcançou resultados impressionantes no tratamento de doenças iniciais e crônicas.
Como grande pesquisador do assunto, Mestre Li Hon Ki realizouem 2002 seu doutorado em MTC na "Xia Men University", no Sul da China.
Todos os anos seus alunos tinham o privilégio de realizar cursos de aperfeiçoamento na "Xia Men University" conduzidos por ele.